# Société royale héraldique du Canada
La Société royale héraldique du Canada (SRHC, ou RHSC en anglais) est une organisation canadienne qui promeut l'art canadien de l'héraldique. Fondée sous le nom de la Société héraldique du Canada, la mission de la Société royale héraldique du Canada et de ses branches est de promouvoir l'art de l'héraldique, en particulier l'héraldique du Canada, et à susciter de l'intérêt pour ce sujet auprès des Canadiens.

## L'histoire
La Société a été fondée en 1966 par un groupe d'amateurs d'héraldique d'Ottawa sous la direction du Lieutenant-commandant Alan Beddoe. La réunion inaugurale a eu lieu le 25 octobre 1966 à la Balise Arms Hotel à Ottawa, où un conseil d'administration a été formé sous la présidence du Capitaine de corvette Beddoe. Son nom d'origine était Société héraldique du Canada. Aujourd'hui, ellecontinue d'informer et d'éduquer les Canadiens et de les aider, eux et leurs institutions à obtenir la délivrance d'armoiries.
Au cours de ses premières vingt-cinq années, la Société a été la force motrice vers la mise en place au Canada de son propre organisme pour l'octroi d'armes. Le 4 juin 1988, à la Maison du Gouvernement à Ottawa, Le Prince Edward a présenté des Lettres Patentes de Sa Majesté, autorisant le Gouverneur Général du Canada à accorder les bras en son nom et à mettre en place une Autorité Héraldique du Canada. Le premier Héraut d'armes du Canada était le président de la Société héraldique du Canada de l'époque, Robert Watts.
En décembre 2001, à l'initiative de son Président de l'époque, le Dr Kevin Greaves, la Société a demandé à la Reine par l'intermédiaire du Gouverneur Général d’accoler l'adjectif royal au nom de la Société. Ce privilège a été accordé par Sa Majesté le 20 mars 2002, l'année de son Jubilé d'Or. Le changement de nom en Société Royale Héraldique du Canada a été proclamé officiellement à l'Assemblée Générale Annuelle de Victoria, B. C., le 26 octobre 2002. L'annonce a été faite par le représentant personnel de Sa Majesté dans la Province, le Lieutenant-Gouverneur de la Colombie-Britannique, l'hon. Iona Campagnolo.
Avec son nouveau statut de Société Royale, la SRHC a par la suite plaidé pour une augmentation de ses armoiries, par l'ajout de la Couronne Royale sur les épaules des supports de l'écu. Cette autorisation a été accordée par Sa Majesté, et de nouvelles armes ont été attribuées le 18 décembre 2003.
Depuis lors, la Société a intensifié ses efforts d'éducation en développent trois niveaux de cours d'Héraldique et en étendant son programme de sensibilisation pour les enfants (Heraldry 4 Kids : l'héraldique pour les enfants).
La Société publie une revue semestrielle Heraldry in Canada (Héraldique au Canada) et un bulletin trimestriel, Gonfanon. Diverses branches publient aussi des bulletins d'information comme Le Blason (Colombie-britannique-Yukon), The Prairie Tressureet Hogtown Heraldry (Toronto).

## Certifications et récompenses
Le RHSC accorde trois distinctions à ceux qui se qualifient:
- Fellow (FRHSC), accordé aux membres actifs qui ont apporté d'importantes contributions à l'héraldique et à la Société[1].
- Membre honoraire (FRHSC (Hon.)), accordé aux membres et non-membres qui ont contribué à la compréhension de l'héraldique au Canada et/ou à aider la Société[2].
- Licence (LRHSC), accordé à ceux qui ont terminé le troisième niveau du cours d'héraldique[3],[4].

## La reconnaissance
Le 19 août 1996, Postes Canada a émis des timbres héraldiques conçus par Derek Sarty et Rand Gaynor. Le timbre représente une goélette, la fleur-de-lys, l'art aborigène et la feuille d'érable sur fond de de montagnes, de champs de blé, de forêts et d'océans. Les timbres perforés de 45¢  de dimensions 12,5 x 12 et ont été imprimés par Ashton-Potter Canada Limitée.